# Lomtjärnen (Offerdals socken, Jämtland, 706028-140806)
Lomtjärnen är en sjö i Krokoms kommun i Jämtland och ingår i Indalsälvens huvudavrinningsområde.